# Skandal
Skandal je pojam koji opisuje senzacionalan događaj ili ponašanje. Često se odnosi na javni nepristojni ili sramotni istup.
Riječ dolazi iz francuskog ekvivalenta scandale, koja pak dolazi iz latinskog scandalum ("djelo") a skandalozno što znači i "nevjerojatno, neviđeno".
Pojam skandal se često koristi kao sinonim za izraz afera. 